# 체칠리아 바르톨리
체칠리아 바르톨리(이탈리아어: Cecilia Bartoli, Cavaliere OMRI, 1966년 6월 4일 ~ )는 이탈리아의 메조소프라노 성악가, 가수이다.
2016년 폴라음악상 수상자로 선정되었다.